# Giovanni Napoleone Monti
Giovanni Napoleone Monti (Cunico, 1809 – 18 dicembre 1869) è stato un politico italiano.

## Biografia
Teologo ed ecclesiastico, giobertiano, fu  Deputato del Regno di Sardegna nelle prime tre legislature, eletto nel collegio di Montemagno.